# Bobbie Singer
Bobbie  Singer (nome verdadeiro: Tina Schosser, Linz, 22 de fevereiro de 1981- ) é uma cantora austríaca, mais conhecida pela sua participação no Festival Eurovisão da Canção 1999 que teve lugar em Jerusalém.
A cantora assinou um contrato em 1996, com 15 anos e lançou um single "Egoistic" que não foi um sucesso de vendas. Em 1999, foi escolhida internamente pela emissora ORF, como a representante da Áustria no Festival Eurovisão da Canção 1999 com a canção "Reflection". Na noite desse festival, a cantora deu uma performance envolvente conseguindo terminar em 10.º lugar (entre 23 participantes), consguindo a melhor classificação para a Áustria na década de 1990. Apesar de ser cantada em inglês e não em alemão, o fa(c)to é que ela apenas fez um sucesso moderado na Áustria (no resto da Europa passou quase despercebida), onde atingiu o 30.º lugar do top de vendas. Em 2000, gravou o single "Before I Die", canção do filme de horror "Seven Days to Live", que também foi um flop de vendas.
A cantor retirou-se da indústria da música profissional no início dos anos 2000, mas permanece ativa em nível local, realizando música rock/electrónica com banda indie em Viena.